# 阿朗·莫朗特
阿朗·莫朗特（法語：Allan Morante，1994年8月13日—），法国男子蹦床运动员，2022年世界蹦床锦标赛男子个人网上和男子个人网上团体银牌得主、2023年世界蹦床锦标赛男子个人网上团体金牌得主。